# Cangogrotten
De Cangogrotten (Engels: Cango caves, Afrikaans: Kangogrotte) zijn een stelsel van grotten nabij Oudtshoorn in de Zuid-Afrikaanse provincie West-Kaap. De grotten liggen in de Zwarte Bergen in de Kleine Karoo. Het complex is verdeeld in drie gedeelten (Cango 1, 2 en 3) met een gezamenlijke lengte van meer dan 4 kilometer. De eerste en grootste kamer is ongeveer 90 meter lang, 50 meter breed en tot 18 meter hoog. 
De grotten werden reeds door de San als schuilplaats gebruikt. Er zijn een heleboel San-tekeningen te vinden op de ingangsmuren. De kennis van de grot raakte verloren, en in 1780 werd de grot herontdekt door een plaatselijke boer, Jacobus Van Zyl, toen die op zoek was naar verloren gelopen vee. Later heeft die grotten verder verkend en heeft de eerste kamer ontdekt.
De Cangogrotten worden tot de mooiste grotten van de wereld gerekend.